# Quasipaa courtoisi
Espèce
Synonymes
- Rana courtoisi Angel, 1922

Quasipaa courtoisi est une espèce d'amphibiens de la famille des Dicroglossidae.

## Répartition
Cette espèce est endémique de la province d'Anhui en Chine.

## Étymologie
Cette espèce est nommée en l'honneur du père Frédéric Courtois, du musée de Zi-Ka-Wei.

## Publication originale
- Angel, 1922 : Sur deux espèces nouvelles de grenouilles, d'Afrique et de Chine, appartenant au genre Rana. Bulletin du Museum National d'Histoire Naturelle, Paris, vol. 28, p. 399-403 (texte intégral).